# Vaffeljernspolitik
Vaffeljernspolitik (nederlandsk: wafelijzerpolitiek, fransk: politique du gaufrier) er en belgisk politisk strategi, der tidligere blev brugt til at fastlægge udgifter til projekter i landets to store regioner, Flandern og Vallonien. I henhold til denne politik blev der for hver franc brugt på et projekt i Vallonien også brugt en franc på et lignende projekt i Flandern og omvendt.
De sociale og sproglige opdelinger mellem Flandern og Vallonien betød, at vaffeljernspolitikkens kompromiser var med til at opretholde den politiske fred. Det var imidlertid dyrt og ineffektivt at matche udgifterne i én region med lige store bevillinger til den anden. Vaffeljernspolitik var en nøgleårsag til den meget store belgiske statsgæld. I 1981 udgjorde den offentlige gæld 130 % af BNP, hvilket var blandt de højeste i Det Europæiske Fællesskab på det tidspunkt.
Vaffeljernspolitik førte også til oprettelsen af flere "grote nutteloze bouwwerken" (store ubrugelige byggearbejder). Et eksempel er broerne i Varsenare, to broer bygget i 1976, som aldrig blev forbundet med en motorvej. 
Det nederlandske ord wafelijzerpolitiek oversættes bogstaveligt til "vaffeljernspolitik". Navnet er baseret på ideen om, at vaffeljernet altid efterlader et identisk indtryk på begge sider af de vafler, der bages.  Begge sider af jernet er nødvendige for at apparatet kan fungere.
Vaffeljernspolitikken sluttede de facto i 1988 med den tredje statsreform i Belgien. Belgien gik fra en enhedsstat til en føderal stat, hvilket gav hver region større beslutningsmyndighed. Flandern og Vallonien blev ansvarlige for deres egne udgifter, undtagen i forhold, der berører hele staten.